# Embia cynthiae
Embia cynthiae is een insectensoort uit de familie Embiidae, die tot de orde webspinners (Embioptera) behoort. De soort komt voor in Sardinië.
Embia cynthiae is voor het eerst wetenschappelijk beschreven door Fontana in 2002.